# Événements de Komotiní

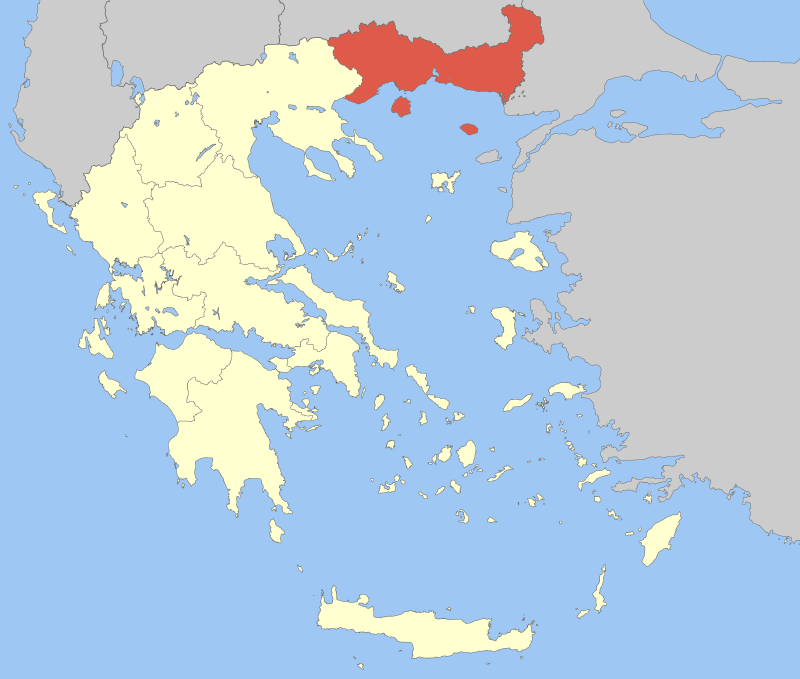
Komotini est située dans la région de Macédoine-Orientale-et-Thrace, au nord de la Grèce, à la frontière avec la Turquie.

Les événements de Komotiní (turc : Gümülcine olayları) désignent des affrontements à caractère ethnique s'étant produit dans la ville du même nom, le 29 janvier 1990. Ils ont opposé des Grecs chrétiens à des membres de la minorité turque locale.
Les événements ont commencé par la condamnation et l'emprisonnement, par un tribunal grec, d'un député grec musulman, Sadík Achmét, parce qu'il s'était lui-même présenté officiellement comme turc. 400 magasins de Komotiní ont ensuite été pillés et les bureaux de deux journaux turcs saccagés. Les affrontements ont éclaté après le meurtre d'un Grec chrétien par un musulman, alors qu'il n'y a pas eu de victimes turques lors des événements.

## Contexte
Le Conseil de l'Europe reconnaît l'existence d'une minorité musulmane de Thrace occidentale, avec des estimations variant de 50 000 (selon le recensement officiel) à 130 000 (selon Human Rights Watch),. Le terme de « minorité turque de Thrace » est officiellement rejeté par la Grèce, qui lui préfère l'expression de « Grecs musulmans »[réf. nécessaire]. Selon Human Rights Watch, les droits religieux, éducatifs et linguistiques de la minorité turque en Grèce sont régulièrement violés et la discrimination des Turcs de Grèce a été plusieurs fois dénoncée par les États-Unis et le Parlement européen. Ainsi, les Turcs de Grèce ne peuvent pas choisir leur chef religieux (mufti),.
Le 26 janvier 1990, un tribunal grec a condamné à la prison 2 représentants de la communauté turque parce qu'ils avaient utilisé le mot « turc » pour caractériser leur organisation politique.

## Déroulement
Les événements commencent à Komotiní, lorsque 1 500 citoyens grecs appartenant à la minorité turque se rassemblent près d'une mosquée en scandant « nous sommes turcs ! » pour protester contre la décision de la Cour suprême de 1982 restreignant l'utilisation du mot « turc » dans le pays. Après la diffusion d'une information erronée sur une station de radio locale, des foules de Grecs chrétiens endommagent et pillent environ 400 magasins appartenant à la communauté musulmane et passent à tabac plusieurs membres de la minorité, dont le mufti par intérim, sans que la police intervienne. Après des réactions internationales[réf. nécessaire], douze Grecs chrétiens sont arrêtés pour avoir attaqué des locaux musulmans,.
Selon un témoignage oculaire rapporté par Helsinki Watch, les foules chrétiennes se composent d'environ 40 à 50 personnes se déchaînant, brisant des vitres, battant des gens et vandalisant des voitures. Par ailleurs, une voiture de police serait arrivée derrière la foule, sans faire aucun effort pour arrêter les émeutiers. Des observateurs étrangers soulignent, par ailleurs, que les magasins grecs ne sont pas touchés. En effet, beaucoup de ces magasins affichent des drapeaux grecs sur leurs fenêtres, suggérant que l'événement a été soigneusement orchestré et que la police refuse sciemment d'intervenir pour arrêter les foules.

## Conséquences
L'événement accroît les tensions entre la Grèce et la Turquie lorsque le consul turc de Komotini est déclaré persona non grata pour avoir qualifié les membres de la minorité de « nos parents » dans une lettre adressée aux autorités grecques et demandant l'indemnisation des magasins endommagés. La Turquie riposte alors en expulsant le consul grec à Istanbul.
Lorsque des personnalités de Synaspismós (Coalition de la gauche) dirigés par María Damanáki, membre du parlement grec, visite les magasins détruits de la ville deux jours après les événements, ils sont attaqués verbalement par des nationalistes grecs. Lors de leur rencontre avec des hommes politiques locaux à la mairie, une foule en colère se rassemble à l'extérieur pour protester, qualifiant María Damanáki de traîtresse. Dans ces conditions, la rencontre est annulée et les élus doivent quitter la mairie sous surveillance policière.
En 1991, lorsque les Turcs protestent contre le renvoi du mufti choisi par le gouvernement grec, la tension augmente à  nouveau. Treize personnes auraient alors été blessées et la mosquée de Komotini a été attaquée.